# Pays d'Aix Venelles Volley-Ball 2016-2017
Questa voce raccoglie le informazioni riguardanti il Pays d'Aix Venelles Volley-Ball nelle competizioni ufficiali della stagione 2016-2017.

## Organigramma societario
Area direttiva
- Presidente: Bernard Soulas
- Vicepresidente: Philippe Verdu
- Segreteria generale: Denise Legrand
- Consiglieri: Jean Pierre Deguines, José Acien, Josiane Verdu, Michel Bianco

Area organizzativa
- Tesoriere: Dominique Martinez

Area tecnica
- Allenatore: André Felix
- Allenatore in seconda: Franck Bonhomme
- Scout man: Lionel Bonnaure

Area sanitaria
- Medico: Jean Pierre Cervetti
- Fisioterapista: Sébastien Mura
- Preparatore atletico: Amélie Tessir

## Rosa
| N° | Nome                     | Ruolo | Data di nascita  | Nazionalità sportiva |
| -- | ------------------------ | ----- | ---------------- | -------------------- |
| 2  | Tamara Matos             | C     | 19 luglio 1985   | Brasile              |
| 3  | Elena Chimisanas         | S/O   | 25 maggio 1993   | Francia              |
| 4  | Dominika Drobňáková      | S     | 4 giugno 1992    | Slovacchia           |
| 5  | Marielle Bousquet-Rollet | L     | 5 aprile 1985    | Francia              |
| 6  | Jasna Majstorović        | S     | 23 aprile 1984   | Serbia               |
| 7  | Marija Milović           | C     | 16 luglio 1989   | Montenegro           |
| 8  | Ana Maria Gosling        | P     | 24 gennaio 1985  | Brasile              |
| 9  | Ludmilla da Silva        | S     | 19 ottobre 1984  | Brasile              |
| 12 | Chloé Melis              | C     | 23 luglio 1999   | Francia              |
| 13 | Shirley Ferrer           | S/O   | 23 giugno 1991   | Porto Rico           |
| 16 | Sophie Rossard           | P     | 4 giugno 1994    | Francia              |
| 17 | Lydia Oulmou             | C     | 2 febbraio 1986  | Algeria              |
| 19 | Harmony Peyre            | L     | 28 dicembre 1996 | Francia              |